# Et si tu n'existais pas (album)
Pour la chanson, voir Et si tu n'existais pas.
Albums par Hélène Ségara
Parmi la foule
(2011) Tout commence aujourd'hui
(2014)
Albums par Joe Dassin
Blue Country
(1979)
Singles
1. Et si tu n'existais pas
Sortie : 2 septembre 2013

Et si tu n'existais pas est un album de duos virtuels entre Hélène Ségara et Joe Dassin, sorti le 4 octobre 2013 chez Sony Music.

## Liste des titres
Toutes les chansons sont des duos entre Hélène Ségara et Joe Dassin, excepté Les Champs-Élysées.
| No  | Titre                       | Durée |
| --- | --------------------------- | ----- |
| 1.  | Et si tu n'existais pas     | 3:35  |
| 2.  | Salut les amoureux          | 3:59  |
| 3.  | Les Champs-Élysées          | 3:10  |
| 4.  | Salut                       | 3:14  |
| 5.  | À toi                       | 3:33  |
| 6.  | Ça va pas changer le monde  | 4:56  |
| 7.  | Si tu t'appelles Mélancolie | 3:29  |
| 8.  | Dans les yeux d'Émilie      | 3:53  |
| 9.  | Happy Birthday              | 3:08  |
| 10. | L'Été indien                | 4:24  |
| 11. | Il était une fois nous deux | 3:34  |
| 12. | Ma musique                  | 3:23  |
| 13. | Le Jardin du Luxembourg     | 8:16  |

## Crédits
Crédits provenant des notes d'accompagnement de l'album.

### Musiciens
| - Hélène Ségara – chant - Joe Dassin – chant - Patrick Manouguian – guitares - Bernard Paganotti – basse - Marc Perier – basse - Laurent Vernerey – contrebasse - Fred Gaillardet – piano - Manu Chambo – piano - Loïc Pontieux – batterie - Laurent Faucheux – batterie | - Michel-Yves Kochmann – ukulélé - Rachid Brahim-Djelloul – violon - Jean-Philippe Audin – violoncelle - Orchestre symphonique de Budapest – cordes - Manuel Martin – piano - Mathieu Lecat – arrangements, claviers, guitares acoustiques et électriques - Thierry Saïd – percussions additionnelles, claviers additionnels - Christian Martinez – trompette, arrangements cordes, cuivres et vents - Bastien Stil – trombone, soubassophone |

### Production
| - Mathieu Lecat – réalisation, programmation, photographie - Klaus Roethlisberger – photographie - Thierry Saïd – coordination artistique, claviers additionnels - Philippe Russo – direction artistique, production exécutive - Gildas Lointier – enregistrement - Gautier Carbonneaux – assistant d'enregistrement - Khoi Huynh – assistant d'enregistrement - François Delabrière – mixage - Patrice Kung – mixage - Hubert Salou – mixage, mastérisation (studio Kashmir) - Adel de Saint-Denis – mastérisation (studio Oméga) - Jean-Pierre Leloir – photographie |

## Classements et certifications
| Classement (2013-15)         | Meilleure position |
| ---------------------------- | ------------------ |
| Belgique (Wallonie Ultratop) | 3                  |
| France (SNEP)                | 2                  |
| Suisse (Schweizer Hitparade) | 56                 |
| Suisse (Charts Romandie)     | 9                  |

| Classement (2013)            | Position |
| ---------------------------- | -------- |
| Belgique (Wallonie Ultratop) | 52       |
| France (SNEP)                | 56       |

| Classement (2014)            | Position |
| ---------------------------- | -------- |
| Belgique (Wallonie Ultratop) | 74       |

### Certification
| Pays                                                                                                   | Certification | Ventes   |
| --- | ------------- | -------- |
| France (SNEP)                                                                                          | Platine       | 100 000* |
| *Ventes selon la certification ^Mise en rayon selon la certification xNon précisé par la certification |               |          |